# Iván Sánchez (labdarúgó)
Iván Sánchez (Jaén, 1992. szeptember 23. –) spanyol labdarúgó, a Real Valladolid csatárja.

## Pályafutása
Sánchez a spanyolországi Jaén városában született. Az ifjúsági pályafutását a helyi Real Jaén akadémiájánál kezdte.
2009-ben mutatkozott be a Real Jaén felnőtt keretében. 2011-ben az Atlético Madrid B, majd 2014-ben az Almería szerződtette. 2017-ben az Albaceténél szerepelt kölcsönben, majd a nyár folyamán a klubhoz igazolt. A 2017–18-as szezonban az Elche csapatát erősítette kölcsönben. A lehetőséggel élve, 2018-ban az Elchéhez írt alá. 2020-ban az angol másodosztályban szereplő Birmingham City-hez csatlakozott. A 2021–22-es idény második felében a Real Valladolidnál játszott szintén kölcsönben. 2022. július 1-jén kétéves szerződést kötött a spanyol első osztályban érdekelt Real Valladolid együttesével. Először a 2022. augusztus 13-ai, Villarreal ellen 3–0-ra elvesztett mérkőzés 56. percében, Gonzalo Plata cseréjeként lépett pályára. Első gólját 2023. március 5-én, az Espanyol ellen hazai pályán 2–1-es győzelemmel zárult találkozón szerezte meg.

## Statisztikák
2023. április 9. szerint
| Klub            | Szezon   | Osztály          | Bajnokság | Bajnokság | Kupa és Ligakupa | Kupa és Ligakupa | Nemzetközi | Nemzetközi | Összesen | Összesen |
| Klub            | Szezon   | Osztály          | Meccs     | Gól       | Meccs            | Gól              | Meccs      | Gól        | Meccs    | Gól      |
| --------------- | -------- | ---------------- | --------- | --------- | ---------------- | ---------------- | ---------- | ---------- | -------- | -------- |
| Elche           | 2018–19  | Segunda División | 36        | 7         | 1                | 0                | —          | —          | 37       | 7        |
| Elche           | 2019–20  | Segunda División | 41        | 1         | 3                | 0                | —          | —          | 44       | 1        |
| Elche           | Összesen | Összesen         | 77        | 8         | 4                | 0                | 0          | 0          | 81       | 8        |
| Birmingham City | 2020–21  | Championship     | 40        | 2         | 1                | 0                | —          | —          | 41       | 2        |
| Birmingham City | 2021–22  | Championship     | 2         | 0         | 1                | 0                | —          | —          | 3        | 0        |
| Birmingham City | Összesen | Összesen         | 42        | 2         | 2                | 0                | 0          | 0          | 44       | 2        |
| Real Valladolid | 2021–22  | Segunda División | 12        | 2         | 0                | 0                | —          | —          | 12       | 2        |
| Real Valladolid | 2022–23  | La Liga          | 22        | 1         | 2                | 1                | —          | —          | 24       | 2        |
| Real Valladolid | Összesen | Összesen         | 34        | 3         | 2                | 1                | 0          | 0          | 36       | 4        |
| Összesen        | Összesen | Összesen         | 153       | 13        | 8                | 1                | 0          | 0          | 161      | 14       |

## Sikerei, díjai
Real Valladolid
- Segunda División
  - Feljutó (1): 2021–22